# Nygmia
Nygmia là một chi bướm đêm thuộc họ Erebidae.